# Aittojärvi (sjö i Finland, Kajanaland, lat 65,45, long 29,23)
Aittojärvi är en sjö i Finland. Den ligger i kommunen Suomussalmi i landskapet Kajanaland, i den nordöstra delen av landet, 600 km norr om huvudstaden Helsingfors. Aittojärvi ligger 229,4 meter över havet. Den är 9 meter djup. Arean är 1,05 kvadratkilometer och strandlinjen är 7,5 kilometer lång. Sjön  ingår i Uleälvens huvudavrinningsområde. 